# انایا (بازیگر)
انایا (به انگلیسی: Ineya) (زاده ۲۱ ژانویهٔ ۱۹۸۸) بازیگر هندی است.
از کارهای معروف او می‌توان به بازی در فیلم روزی در چنای و رادیو اشاره کرد.